# La Théorie du Chaos (film)
Pour les articles homonymes, voir La Théorie du Chaos.
Pour plus de détails, voir Fiche technique et Distribution.
La Théorie du Chaos (Chaos Theory) est un film américain réalisé par Marcos Siega, sorti en 2008.

## Synopsis
Ed est un jeune homme qui, quelques instants avant son mariage avec Jesse Allen, se demande s'il fait le bon choix. En effet, sa future femme avoue qu'elle n'a pas perdu son temps pendant les deux semaines où les amoureux ont fait une pause. Au moment où Ed souhaite prendre l'air, il est interpellé par le père de Jesse, Frank. Celui-ci devine que le jeune homme est tourmenté et décide de le faire parler en lui faisant part de l'histoire de son propre mariage. Commence alors un retour vers le passé.
Nous sommes quelques minutes avant la célébration du nouvel an quand Frank écrit une dernière fois sur un bout de papier avant de rejoindre une table d'amis. Ce dernier et Buddy Endrow, un ami de longue date, sont définitivement amoureux de la même femme, Susan. Le compte à rebours avant la nouvelle année est lancé quand Susan fait son choix, elle passera le restant de sa vie avec Frank. Quelques années plus tard, leur fille, Jesse, vient les réveiller. Frank se lève et comme chaque matin, lui et sa fille vont monter au grenier et écrire sur une vitre, grâce à la buée matinale, leur vœu de la journée. Comme chaque matin, Frank a écrit sur ses bouts de papiers ce qu'il va faire. Sa vie a toujours été réglée au détail près. Voulant assouplir cet emploi du temps très chargé, Susan décide de reculer l'heure de leur pendule. Mais voulant lui donner plus de temps, elle le met en retard. Trop tard, le chaos est semé dans cette vie si bien ordonnée.

## Fiche technique
- Titre original : Chaos Theory
- Titre francophone : La Théorie du Chaos
- Réalisation : Marcos Siega
- Scénario : Daniel Taplitz et Kathy Gori (en)
- Direction artistique : Sandy Cochrane et Margot Ready
- Décors : Peter Lando
- Costumes : Tish Monaghan
- Photographie : Ramsey Nickell
- Montage : Nicholas Erasmus
- Musique : Gilad Benamram
- Casting : Rick Montgomery et Chadwick Struck
- Production : Frederic Golchan et Erica Westheimer ; Barbara Kelly (coproduction) ; Kearie Peak et Fred Westheimer (exécutif)
- Sociétés de production : Castle Rock Entertainment, Lone Star Film Group, Land Films et WIP
- Sociétés de distribution : Warner Bros. (États-Unis), Warner Bros. Entertainment (Canada) ; Warner Home Video (DVD)
- Pays d'origine :  États-Unis
- Langue originale : anglais
- Format : couleur - 35 mm - 2,35:1 - son Dolby Digital
- Genre : film dramatique, romance
- Durée : 87 minutes
- Dates de sortie :
  -  États-Unis : 11 avril 2008[1] (sortie limitée)
  -  France : 10 septembre 2008[1] (Festival du cinéma américain de Deauville)
- Public : Accord parental recommandé, film déconseillé aux moins de 13 ans aux États-Unis[2]

 Sauf indication contraire, les informations mentionnées dans cette section peuvent être confirmées par la base de données cinématographiques IMDb,  présente dans la section « Liens externes ».

## Distribution
- Ryan Reynolds (VQ : François Godin) : Frank Allen
- Emily Mortimer (V. Q. : Mélanie Laberge) : Susan Allen
- Stuart Townsend (V. Q. : Martin Watier) : Buddy Endrow
- Sarah Chalke (V. Q. : Catherine Proulx-Lemay) : Paula Crowe
- Mike Erwin (V. Q. : Nicolas Charbonneaux-Collombet) : Ed
- Constance Zimmer (V. Q. : Éveline Gélinas) : Peg, la prof
- Elisabeth Harnois (V. Q. : Julie Beauchemin) : Jesse Allen
- Matreya Fedor (en) (V. Q. : Ludivine Reding) : Jesse Allen à 7 ans
- Chris William Martin (V. Q. : Pierre Auger) : Damon
- Alessandro Juliani (V. Q. : Benoit Éthier) : Ken
- Lisa Calder : Sherri
- Donavon Stinson : Nevin
- Christine Chatelain : Tracy
- Christopher Jacot (en) : Simon, le garçon d'honneur
- Jocelyne Loewen (en) : l'infirmière Nancy
- Daryl Shuttleworth (en) : l'officier Fields
- Ty Olsson (V. Q. : Patrick Chouinard) : le chef de gare

Source et légende : Version française (V. Q.) sur Doublage.qc.ca

## Tournage
Le tournage a débuté le 28 janvier 2006 à Vancouver et Squamish, en Colombie-Britannique, au Canada.